# 提格雷人民解放阵线
提格雷人民解放阵线（提格雷尼亚语：ህዝባዊ ወያነ ሓርነት ትግራይ，罗马化：ḥəzbawi wäyanä ḥarənnät təgray，直译为“争取提格雷自由人民斗争”），简称提人阵，是埃塞俄比亚的一个提格雷尼亚人左翼政党。

## 历史
1974年9月14日，即德尔格上台的第三天，活跃于海尔·塞拉西一世大学的提格雷大学学生联合会的7名信仰马克思主义的领导人建立提格雷民族进步人士协会（又称提格雷民族组织），他们支持埃塞俄比亚革命，但反对德尔格，因为他们认为德尔格不会真正实行社会主义革命，也无法解决埃塞俄比亚民族问题。提格雷民族进步人士协会成立后，和厄立特里亚解放阵线（厄解阵）建立起秘密联系，后又得到厄立特里亚人民解放阵线（厄人阵）为其成员提供军事训练的允诺。1975年1月，提格雷民族进步人士协会的第一批学员前往厄人阵的营地。1975年2月18日，提格雷民族进步人士协会改组为提格雷人民解放阵线。
1983年，提格雷人民解放阵线的核心干部建立提格雷马列主义联盟作为幕后领导组织，奉行霍查主义意识形态，追随阿尔巴尼亚劳动党的政治路线；但在1991年提人阵掌权后，该组织宣告解散。
1980年代中期，提格雷人民解放阵线在内战中逐渐崛起，成为埃塞俄比亚最主要的反对门格斯图独裁统治的力量。1989年初，以提人阵为核心的政治联盟埃塞俄比亚人民革命民主阵线（埃革阵）成立，并与一直争取厄立特里亚独立的厄立特里亚人民解放阵线结盟。
1991年，埃塞俄比亚人民革命民主阵线领导的武装攻克首都亚的斯亚贝巴，门格斯图政权垮台，提人阵领导人梅莱斯·泽纳维出任埃塞俄比亚过渡政府临时总统。同时，泽纳维同意了厄人阵的要求，1993年在厄立特里亚举办的独立公投导致埃塞俄比亚失去出海口。
2019年12月1日，埃塞俄比亚人民革命民主阵线解散，除提格雷人民解放阵线外的埃革阵其余成员党与全部附随政党合并为繁荣党。提人阵对解散埃革阵的行为持强烈反对态度。
在发生一系列敌对行动之后，2020年11月4日，内战在提人阵和繁荣党执政的埃塞俄比亚联邦政府之间爆发。2021年5月，被埃塞俄比亞政府定性為恐怖組織。2022年11月2日，该党与埃塞俄比亚政府在南非首都比勒陀利亚签订《埃塞俄比亚-提格雷和平协议》，同意结束内战，并成立提格雷州临时行政机构；次日，协议生效。

## 意识形态
目前，提格雷人民解放阵线的意识形态是革命民主（又称梅莱斯主义）、提格雷尼亚民族主义。该党主张提格雷尼亚人享有自决权利。
1989年－1991年，由于国际上发生东欧剧变和苏联解体等重大事件，而提格雷人民解放阵线领导的埃塞俄比亚人民革命民主阵线（埃革阵）也在1991年5月底上台执政。为适应国内外形势变化，该党不仅解散原有的党内半公开霍查派组织提格雷马列主义联盟，还提出发展“资本主义自由市场经济”，以“革命民主”理论取代霍查主义作为指导思想，但“革命民主”理论仍保留霍查主义的大量关键内核。该党对外界宣称，“革命民主”与一般的“自由民主”没有本质区别；同时，该党领导人梅莱斯对党的大部分核心干部指出，“革命民主”的提出是为了稳定局势，并未背离马克思列宁主义。2007年，该党和埃革阵开始奉行“民主发展国家”理论（“革命民主”理论的扩展版本，更强调发展经济）。

## 著名成員
- 梅莱斯·泽纳维：埃塞俄比亚前临时总统、前总理
- 譚德塞：世界衛生組織总干事